# Tiranet orellut pit-roig
El tiranet orellut pit-roig (Leptopogon rufipectus) és un ocell de la família dels tirànids (Tyrannidae).

## Hàbitat i distribució
Habita localment als Andes de l'extrem sud-oest de Veneçuela, Colòmbia, est de l'Equador i nord del Perú.